# Cornellà de Llobregat (Gerichtsbezirk)
Der Gerichtsbezirk Cornellà de Llobregat ist einer der 25 Gerichtsbezirke in der Provinz Barcelona.
Der Bezirk umfasst die Gemeinde Cornellà de Llobregat auf einer Fläche von 6,82 km² mit dem Hauptquartier in Cornellà de Llobregat.